# Bernard Gariépy Strobl
Bernard Gariépy Strobl est un ingénieur du son canadien œuvrant comme mixeur. Il est notamment connu pour son travail sur le film Premier Contact qui lui a valu un BAFTA du meilleur son (conjointement à Sylvain Bellemare et Claude La Haye) et une nomination pour l'Oscar du meilleur mixage de son en 2017.

## Filmographie partielle
- 1996 : Cosmos de Jennifer Alleyn, Manon Briand, Marie-Julie Dallaire, Arto Paragamian, André Turpin et Denis Villeneuve
- 1997 : La Comtesse de Bâton Rouge d'André Forcier
- 1997 : Clandestins de Denis Chouinard et Nicolas Wadimoff
- 1997 : La Conciergerie de Michel Poulette
- 1998 : Le Violon rouge de François Girard
- 1999 : Voyeur (Eye of the Beholder) de Stephan Elliott
- 1999 : Full Blast de Rodrigue Jean
- 2000 : La Vie après l'amour de Gabriel Pelletier
- 2000 : L'Art de la guerre de Christian Duguay
- 2000 : Les Muses orphelines de Robert Favreau
- 2001 : Rebelles (Lost and Delirious) de Léa Pool
- 2001 : L'Ange de goudron de Denis Chouinard
- 2001 : Mariages de Catherine Martin
- 2001 : Une jeune fille à la fenêtre de Francis Leclerc
- 2001 : Betty Fisher et autres histoires de Claude Miller
- 2001 : Les Boys 3 de Louis Saïa
- 2002 : Yellowknife de Rodrigue Jean
- 2002 : Le Collectionneur de Jean Beaudin
- 2002 : Séraphin : Un homme et son péché de Charles Binamé
- 2003 : La Petite Lili de Claude Miller
- 2003 : Gaz Bar Blues de Louis Bélanger
- 2003 : À hauteur d'homme de Jean-Claude Labrecque
- 2004 : Folle Embellie de Dominique Cabrera
- 2004 : Monica la mitraille de Pierre Houle
- 2004 : Ordo de Laurence Ferreira Barbosa
- 2005 : C.R.A.Z.Y. de Jean-Marc Vallée
- 2005 : Maurice Richard de Charles Binamé
- 2005 : Les Boys 4 de George Mihalka
- 2006 : Un dimanche à Kigali de Robert Favreau
- 2006 : Délivrez-moi de Denis Chouinard
- 2006 : L'Esprit des lieux de Catherine Martin
- 2006 : Dans les villes de Catherine Martin
- 2006 : Sans elle de Jean Beaudin
- 2006 : Roméo et Juliette d'Yves Desgagnés
- 2007 : Nitro d'Alain DesRochers
- 2007 : Contre toute espérance de Bernard Émond
- 2007 : Continental, un film sans fusil de Stéphane Lafleur
- 2007 : Soie de François Girard
- 2008 : Next Floor de Denis Villeneuve (court-métrage)
- 2008 : En plein cœur de Stéphane Géhami
- 2008 : C'est pas moi, je le jure! de Philippe Falardeau
- 2008 : Le Jour avant le lendemain (Before Tomorrow) de Marie-Hélène Cousineau (en) et Madeline Ivalu (en)
- 2009 : Mères et Filles de Julie Lopes-Curval
- 2009 : Demain de Maxime Giroux
- 2009 : 5150, rue des Ormes d'Éric Tessier
- 2009 : De père en flic d'Émile Gaudreault
- 2010 : Trois temps après la mort d'Anna de Catherine Martin
- 2010 : Jo pour Jonathan de Maxime Giroux
- 2010 : Reste avec moi de Robert Ménard
- 2011 : En terrains connus de Stéphane Lafleur
- 2011 : Angle mort de Dominic James
- 2011 : Le Sens de l'humour d'Émile Gaudreault
- 2011 : Starbuck de Ken Scott
- 2011 : Monsieur Lazhar de Philippe Falardeau
- 2012 : Goon : Dur à cuire (Goon) de Michael Dowse
- 2012 : Rebelle de Kim Nguyen
- 2012 : Les Pee-Wee 3D : L'hiver qui a changé ma vie d'Éric Tessier
- 2013 : 1er Amour de Guillaume Sylvestre
- 2013 : Roche Papier Ciseaux de Yan Lanouette Turgeon
- 2013 : Whitewash de Emanuel Hoss-Desmarais
- 2013 : Gabrielle de Louise Archambault
- 2013 : Il était une fois les Boys de Richard Goudreau
- 2014 : 3 histoires d'Indiens de Robert Morin
- 2014 : Tu dors Nicole de Stéphane Lafleur
- 2014 : Le Vrai du faux d'Émile Gaudreault
- 2015 : Corbo de Mathieu Denis
- 2015 : Guibord s'en va-t-en guerre de Philippe Falardeau
- 2015 : Endorphine d'André Turpin
- 2015 : Boris sans Béatrice de Denis Côté
- 2016 : Un ours et deux amants de Kim Nguyen
- 2016 : Premier Contact (Arrival) de Denis Villeneuve
- 2017 : Sahara de Pierre Coré
- 2019 : Le Vingtième Siècle de Matthew Rankin
- 2019 : Menteur d'Émile Gaudreault
- 2021 : Les Oiseaux ivres de Ivan Grbovic (en)
- 2023 : Le Temps d'un été de Louise Archambault
- 2024 : Vil et misérable de Jean-François Leblanc
- 2025 : Menteuse d'Émile Gaudreault